# Vlag van oblast Tjoemen
De vlag van oblast Tjoemen is in gebruik sinds 24 oktober 2008. De vlag heeft drie gelijke horizontale banen en een driehoek aan de hijs. De driehoek is rood en de banen zijn wit over blauw over groen. Rood is de kleur van leven, kracht, schoonheid, broederschap en eenheid. Wit symboliseert vrede, zuiverheid, waarheid en perfectie. Blauw staat voor de hemel en verheven idealen. Groen symboliseert vernieuwing, hoop en jeugd. Daarnaast staat wit voor sneeuw, blauw voor rivieren en meren en groen voor het bos. Op de blauwe streep staan drie gestileerde kronen gevormd uit elementen van de traditionele ornamenten van de noordelijke volk, die doen denken aan het gewei van een rendier. De kronen lijken op die in het wapen van de oblast, behalve dat ze van goud zijn, wat rijkdom en wijsheid symboliseert. Drie kronen vertegenwoordigen de oblast Tjoemen en de twee autonome okruggen die deel uitmaken van het grondgebied van de oblast; Chanto-Mansië en Jamalië.
Een eerdere vlag, die van 11 mei 1995 tot en met 24 oktober 2008 werd gebruikt, was precies hetzelfde, behalve dat de kroon die het dichtst bij de gehesen driehoek stond zilverkleurig was met een gouden omlijning. In die vlag stond de zilveren kroon voor de oblast Tjoemen en de gouden kronen stonden voor de autonome okruggen.